# كأس ولي العهد البحريني لكرة القدم 2009
كأس ولي العهد البحريني لكرة القدم 2009 هي النسخة التاسعة والأخيرة من كأس ولي العهد البحريني لكرة القدم وجرت من 7 يوليو إلى 12 يوليو 2009 بمشاركة الفرق التي احتلت المراكز الأربع الأولى في بطولة دوري الدرجة الأولى لموسم 2008-2009.

## الدور النصف النهائي
| المحرق                            | 3-4 | الرفاع الشرقي                                        |
| --------------------------------- | --- | ---------------------------------------------------- |
| ريكو 18'، 85' · حسين علي 24'، 80' |     | أحمد سعد 21'، 48' · أحمد عباس الخياط 73' (ضربة جزاء) |

| الرفاع              | 0-1 | الأهلي |
| ------------------- | --- | ------ |
| نوربيرتو موريتو 50' |     |        |

## المباراة النهائية
| المحرق                                        | 0-2 | الرفاع |
| --------------------------------------------- | --- | ------ |
| عبد الله أحمد صالح 90' · ريكو 95' (ضربة جزاء) |     |        |

## البطل
| كأس ولي العهد البحريني بطل 2009 |
| ------------------------------- |
| المحرق اللقب الخامس             |